# 桑田三郎
桑田 三郎（くわだ さぶろう、1919年5月6日 - 2013年9月14日）は、日本の法学者。専門は、国際私法・商標法・工業所有権法。中央大学名誉教授。高岡法科大学初代学長。弁護士。

## 経歴
1919年、広島県生まれ。1939年、兵役に就く。一方で、八杉貞利に学んでロシア語を習得した。1945年に太平洋戦争が終結すると、復員。1947年、高等試験司法科試験に合格。弁護士試補。1948年、弁護士登録（第一東京弁護士会所属）。1949年、中央大学法学部法律学科を卒業した。
卒業後は、中央大学法学部助手に着任。中央大学助手時代には学外指導教授として江川英文に師事した。1953年に同法学部助教授、1961年に同法学部教授に昇進。1965年、学生部長となる（1966年まで）。1966年より中央大学評議員。1969年より法学部長。1969年に中央大学学長事務取扱。1977年、学位論文『国際商標法の研究』を中央大学に提出して法学博士号を取得。1981年から1984年まで、中央大学国際交流センター所長。1989年、中央大学を定年退職して名誉教授となった。その後は、高岡法科大学学長に就いた。1991年、高岡法科大学学長を退任し、高岡法科大学法学部教授として教鞭をとる。1995年、高岡法科大学を定年退職。高岡法科大学退任後は、1999年まで中京法律専門学校で非常勤講師をつとめた。学外では、1986年から1990年まで、日本工業所有権法学会理事長をつとめた。

## 研究内容・業績
- 専門は、国際私法・商標法・工業所有権法。
- 指導をうけた門下生には、山内惟介（中央大学名誉教授）、大瀬戸豪志（元甲南大学教授）、笠原俊宏（元東洋大学教授）、井之上宣信（元高岡法科大学助教授）らがいる。

## 主要著書
- グスタフ・ラートブルフ著：桑田ほか共訳『法における人間』（東京大学出版会、1962年）
- 『国際私法研究』（文久書林、1966年）
- 『国際私法と国際法の交錯』（中央大学出版部、1966年）
- 『国際商標法の研究 : 並行輸入論』（中央大学出版部、1973年）
- 『工業所有権法における比較法』（中央大学出版部、1984年）
- 『国際私法の諸相』（中央大学出版部、1987年）
- ディーター・ヘーンリッヒ著：桑田編訳『西ドイツ比較法学の諸問題』（中央大学出版部、1988年）
- 『国際商標法の諸問題』（中央大学出版部、1992年）
- 『工業所有権法における国際的消耗論』（中央大学出版部、1999年）
- 山内惟介と共編『ドイツ・オーストリア国際私法立法資料』（中央大学出版部、2000年）